# Дёмкин, Алексей Николаевич
Алексе́й Никола́евич Дёмкин (род. 20 февраля 1973, Пермь) — российский предприниматель и политик. Заместитель генерального директора, генеральный директор АО «ПЗСП» (2008—2020), депутат Пермской городской думы (2009—2020), глава города Перми (2021—2023), заместитель председателя правительства Пермского края (2023—2024).

## Биография
Алексей Николаевич Дёмкин родился 20 февраля 1973 года в Перми. Родители — Николай Иванович и Валентина Алексеевна Дёмкины.
В 1996 году окончил Пермский политехнический университет по специальности «Авиадвигатели и энергетические установки». Трудовую практику проходил на АО «ПЗСП» формовщиком. С 1995 года работал на Пермском заводе силикатных панелей мастером в цехе производства ячеистого бетона, инженером отдела снабжения.
С февраля 1997 по май 2003 года – директор ЗАО «Альтернатива». С 2005 — директор ООО «Торговый дом ПЗСП», директор по продажам АО «ПЗСП». В 2006 году создал компанию, специализирующуюся на производстве светопрозрачных конструкций и изделий из стекла. В декабре 2008 года стал заместителем генерального директора, директором по продажам ОАО «Пермский завод силикатных панелей». С 2009 года депутат Пермской городской думы. Член партии «Единая Россия». С 9 января 2018 по 19 ноября 2020 года — генеральный директор АО «ПЗСП».
С 30 ноября 2020 года назначен первым заместителем главы администрации Перми, а 16 декабря — временно исполняющим полномочия главы города Перми. 23 марта 2021 года избран главой Перми.
27 июня 2023 года досрочно ушёл с поста главы города Перми по собственному желанию, в связи с переходом на должность вице-премьера правительства Пермского края.
С 28 июня 2023 года — заместитель председателя правительства Пермского края.
18 апреля 2024 года Алексей Дёмкин подал в отставку с поста зампреда правительства Пермского края из-за нелестных высказываний о Перми своего сына, находившегося на отдыхе на Бали.

## Общественная деятельность
В марте 2009 года избран депутатом Пермской городской думы IV созыва по избирательному округу № 1 (Дзержинский район города Перми). С марта 2011 года — депутат Пермской городской думы V созыва по тому же избирательному округу. Председатель комитета по пространственному развитию. В сентябре 2016 года вновь избран в Пермскую городскую думу по избирательному округу № 1. Председатель комитета по вопросам градостроительства, планирования и развития территории. Переходя на работу в администрацию Перми в ноябре 2020 года, написал заявление о сложении полномочий депутата Пермской городской думы.
Является членом Всероссийской политической партии «Единая Россия» с 2008 года. С 2012 года — член регионального политического совета регионального отделения «Единая Россия» Пермского края.

## Семья
Отец Николай Иванович Дёмкин (род. 1950) — почётный гражданин города Перми, более 40 лет проработал в строительной отрасли города, из них более 25 лет руководил АО «ПЗСП», заслуженный строитель РФ, депутат Законодательного собрания Пермского края нескольких созывов.
Брат Евгений Николаевич Дёмкин (род. 1977) — с 19 ноября 2020 года занимает должность генерального директора АО «ПЗСП», с сентября 2021 года — депутат Законодательного собрания Пермского края по одномандатному избирательному округу № 3.
Алексей Дёмкин женат. Имеет несовершеннолетнего ребёнка.